# Сулайман-Тоо
Сулайма́н-То́о (кирг. Сулайман-Тоо, узб. Сулаймон тоғ) — священна гора в місті Ош на півдні республіки Киргизстан. В 2009 році Сулайман-Тоо стала першою в країні пам'яткою  Світової спадщини.

## Історія
Гора є п'ятиглавим вапняковим останецем, витягнутим із заходу на схід. Довжина його понад 1140 м, ширина — 560 м. Здавна гора мала сакральне значення, про що свідчать збережені петрогліфи. На схилі гори влаштовано музей її історії. До XVI століття гора називалася Бара-Кух, потім, до XX століття, — Тахты-Сулейман («трон Соломона»).
В 2010 році біля підніжжя гори почалось будівництво «тимчасових будинків» для постраждалих від заворушень на вулицях Оша, що викликає деяке занепокоєння серед істориків та культурологів.
29 червня 2009 року гору Сулайман-Тоо було внесено до Списку Світового спадку ЮНЕСКО.

## Знамениті місця
На вершині гори знаходиться мечеть «Тахти-Сулайман», яку історики відносять до періоду правління Бабура (підірвана в 1963 році і реконструйована по збереженим матеріалам у 1991 році). Біля підніжжя гори також знаходяться пам'ятки архітектури — мечеть «Рават-Абдуллахана», яка датується XVI століття і була нещодавно реконструйована, і мавзолей Асафа ібн Бурхія (XVIII століття).
На горі Сулайман-Тоо знаходиться сім печер, відомі з них — це «Чакка-тамар» та «Тепеункур». Біля східного підніжжя гори знаходиться середньовічна лазня, імовірно, побудована в  XI-XIV століттях. З півночі на південь гору огинають два канали.